# Stover Motor Car Company
Stover Motor Car Company war ein US-amerikanischer Hersteller von Automobilen.

## Unternehmensgeschichte
D. C. Stover hatte bereits 1905 vergeblich versucht, Automobile der Marke Phoenix auf den Markt zu bringen. Danach betrieb er die Stover Manufacturing Company in Freeport in Illinois zur Motorenherstellung. 1909 gründete er das separate Unternehmen zur Automobilproduktion. Der Markenname lautete Stover. Im gleichen Jahr endete die Fahrzeugproduktion. Insgesamt entstanden nur wenige Kraftfahrzeuge.
Im Dezember 1909 verkaufte Stover die Maschinen an die Buda Engine Co., nutzte das Werk aber weiter für sein Hauptunternehmen.

## Fahrzeuge
Die Personenkraftwagen hatten einen Ottomotor. Daneben entstand ein Inspektionswagen für Schienenfahrzeuge.